# Ксавиера Холандер
Ксавиера Холандер (на нидерландски: Xaviera Hollander) е нидерландска писателка, бивша проститутка и притежателка на публичен дом.

## Биография и творчество
Холандер, с рождено име Вера де Врес, е родена на 15 юни 1943 г. в Сурабая, Индонезия (тогава Източни Нидерландски Индии), в семейството на Мик и Жермен де Врес. Баща ѝ е нидерландски психиатър и евреин, а майка ѝ е от смесен френско-германски произход. Прекарва първите три години от живота си заедно с родителите си в японски лагер в Индонезия. След Втората световна война се преместват в Амстердам. В гимназията е редактор на училищното списание. След гимназията завършва курс за секретарки и през 1964 г. печели първо място на конкурс за „секретарка на годината“.
В началото на 20-те си години се премества в Йоханесбург, където живее сестра ѝ. Там среща и работи за Джон Вебер, американски икономист. След приключване на ангажимента си се премества в Ню Йорк, където работи като секретарка на нидерландския консул и белгийския посланик.
През 1968 г. напуска длъжността си и става момиче на повикване, като печели по 1000 долара на нощ. Година по-късно инвестира $10 000 като купува списък на клиенти от оттегляща се нюйоркска мадам. Организира собствен публичен дом, наречен „Xaviera's Happy House“ и скоро става водеща в Ню Йорк. През 1971 г. става част от обществен скандал за корупция в полицията, наречен комисия „Кнап“, след като е арестувана няколко пъти за проституция от полицията в Ню Йорк.
През 1971 г. публикува мемоарите си в книгата „Професия проститутка“, която обхваща живота ѝ в бизнеса, вкл. разследванията на комисията „Кнап“. Книгата става бестселър и се продава в милиони копия по света. Тя е забележителна с нейната честност и се смята за ориентир на положителното писане за секса и борбата за сексуална свобода. След като прави промоционална обиколка за книгата, тя напуска САЩ.
В следващите години след първата си книга пише активно още редица книги с мемоари за живота си. През 1972 г. започва да пише като месечен колумнист в списание „Пентхаус“ популярна месечна сексуална колонка „Call me Madam“, в която отговаря на различни въпроси.
Книгите ѝ стават вдъхновение за няколко филма – първият е „Щастливата проститутка“ с участието на Лин Редгрейв, последван от „Щастливата проститутка отива във Вашингтон“ и „Щастливата проститутка отива в Холивуд“ с Джоуи Хедъртън и Мартине Бесуик.
Холандер говори няколко езика и участва в телевизионни предавания в Лондон и Париж, Белгия и Нидерландия, чете лекции в университети и участва в Световния конгрес по сексология в Мексико Сити и Йерусалим.
Холандер живее със семейството си в Марбела, Испания, но прекарва част от годината в Нидерландия. Къщата ѝ в Амстердам е притегателен център за художници, писатели, музиканти и приятели на Холандер от многобройните ѝ пътувания по света.

## Личен живот
През 70-те години се установява за няколко години в Торонто, където има брак с Франк Апълбаум. След развода се връща в Амстердам.
Холандер е обвързана за известно време с датска поетеса на име Диa.
През 2007 г. се омъжва за нидрландеца Филип Дии Хаан.

## Произведения
Книгите са написани от писателката Робин Мур и редакторката и писател в сянка Ивон Дънлейви по разказите на Холандер.
- The Happy Hooker: My Own Story (1971) – с Робин Мур и Ивон Дънлейви
Професия проститутка, изд.: ИК „Бард“, София (2003)
- Letters to the Happy (1973)
- Xaviera!: Her Continuing Adventures (1973)
Щастливата проститутка, изд.: ИК „Бард“, София (2004), прев. Васил Стоев
- Xaviera Goes Wild (1974)
- Xaviera on the Best Part of a Man (1975)
- Marilyn Chambers (1976)
- Xaviera's Supersex: Her Personal Techniques for Total Lovemaking (1976)
- Xaviera's Fantastic Sex (1978)
Един мъж не е достатъчен: Уроците на Ксавиера, изд.: ИК „Бард“, София (2005), прев. Таня Виронова
- Xaviera's Magic Mushrooms (1981)
- The Inner Circle (1983)
Момичетата на Мадам, изд. „Астра-ВЗ“ София (1992), прев. Анри Конер
- Fiesta of the Flesh (1984)
- The Best of Xaviera (1985)
- Knights in the Garden of Spain (1988)
- Child No More: A Memoir (2002)
- The Happy Hooker's Guide to Mind-Blowing Sex: 69 Orgasmic Ways to Pleasure a Woman (2008)

### Екранизации
- 1975 The Happy Hooker – по книгата „Професия проститутка“, с Лин Редгрейв
- 1977 The Happy Hooker Goes to Washington – с Джоуи Хедъртън
- 1980 The Happy Hooker Goes Hollywood – с Мартине Бесуик
- 2008 Xaviera Hollander, the Happy Hooker: Portrait of a Sexual Revolutionary – документален